# Afsluiten van zeegaten

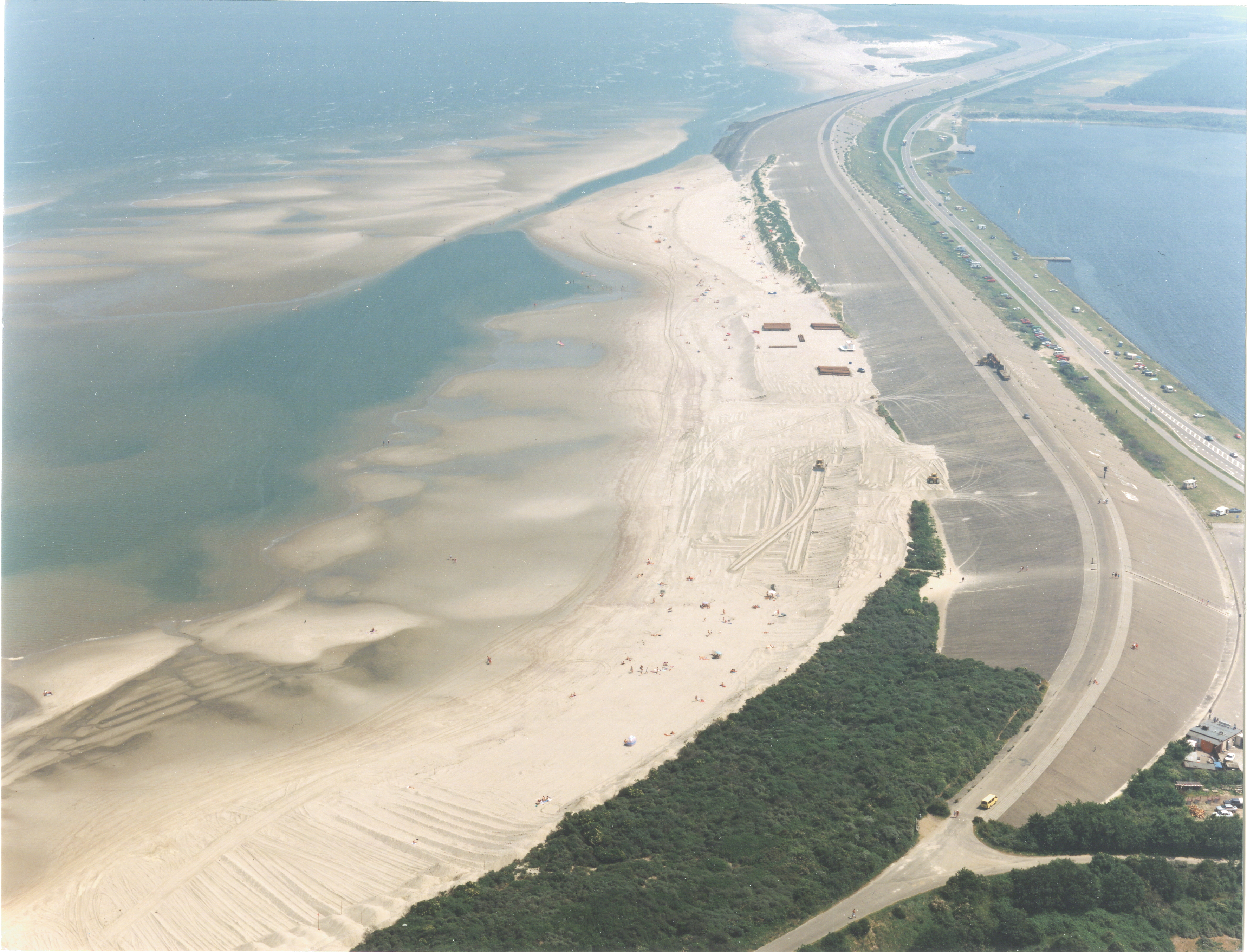
De Veerse Gatdam

 Het afsluiten van zeegaten in het getijgebied is in het verleden veel gedaan, evenals het afdammen van getijgeulen en kreken. Meestal gebeurde dit als bescherming van het achterland tegen overstromingen. Bij kleine mondingen, die bij laag water droog vallen is dit simpel, maar hoe groter de monding is des te meer technische kennis is hiervoor nodig. In de loop der eeuwen is deze kennis opgebouwd.

## Geschiedenis

### Oude geschiedenis
Nederland kent heel veel plaatsen die eindigen op …..dam. Deze plaatsen zijn ontstaan ter plekke van een dam in een getijrivier(tje). Heel bekend zijn Amsterdam (dam in de Amstel) en Rotterdam (dam in de Rotte). Maar bij sommige plaatsen is dat wat onduidelijker, zoals bijvoorbeeld bij Maasdam. Dit dorp ligt op de plaats van een dam in de loop van de Maas van voor 1300. Door die dam in de toenmalige Maas kon de Grote Waard aangelegd worden, die bij de Sint Elisabethsvloed van 1421 weer verloren is gegaan. Als bij laag water het sluitgat niet zo groot was, en vrij ondiep, dan kon er een hulpbrug over gebouwd worden en werden er met kruiwagens zware zoden (schorkloeten), zandzakken of kleiklompen in gestort. 

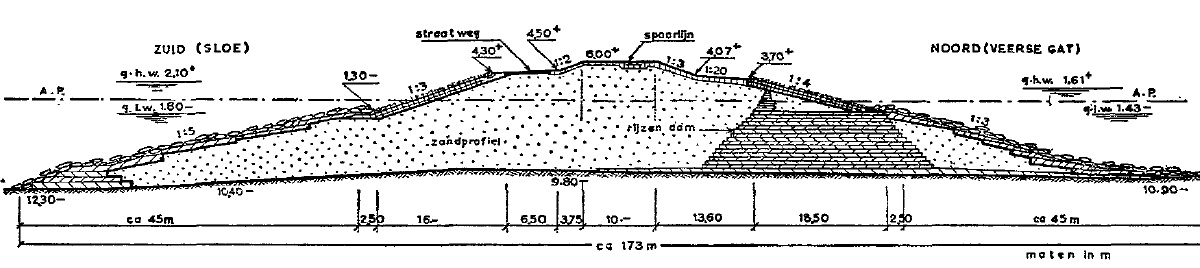
De Sloedam uit 1871, gemaakt door opzinken

Een techniek die ook veel gebruikt werd is het opzinken. Hierbij wordt een zinkstuk afgezonken, volgespoeld met zand en gestabiliseerd met wat ballaststeen. Vervolgens wordt er bovenop een volgend zinkstuk afgezonken. Dit wordt herhaald totdat de dam zo hoog is dat er geen volgend zinkstuk meer op geplaatst kan worden. De stroming is dan zoveel verminderd dat de dam met zand en klei afgebouwd kan worden. De afdamming van het Sloe (voor de aanleg van de spoorlijn naar Middelburg in 1879) is bijvoorbeeld zo uitgevoerd. 
Het was al vrij vroeg bekend dat bij een sluiting de stroomsnelheid in het sluitgat toenam, en dat dit voor erosie van de bodem zorgde. Daarom plaatste men vaak een bodembescherming rond het sluitgat. De afmetingen en zwaarte van zo'n bestorting kon men niet berekenen, Dit ging volledig op basis van ervaringen.
Voor het afsluiten van dijkdoorbraken in het getijgebied was het tot en met 1953 niet mogelijk om altijd de bres op de plaats van de oorspronkelijke doorbraak te dichten, omdat daar de stroomsnelheden te groot waren. In die gevallen werd een nieuwe dijk meer landwaarts gelegd; dit was weliswaar een veel langer traject, maar beter te sluiten. Een extreem geval (en ook het laatste in Nederland) was de sluiting van de bressen bij Schelphoek.Een overzicht van de techniek van afsluitingen in het verleden (met eenvoudige middelen) wordt gegeven door Van Duivendijk in zijn proefschrift.

### Modernere afdammingen
Grotere afdammingen in de modernere tijd waren vaak ingegeven door zowel de noodzaak om het achterland te beschermen als het creëren van nieuwe landbouwgrond.
In de monding van een zeearm ontstaan stromingen ten gevolge van het vullen (vloed) en ledigen (eb) van het bekken door de getijwerking op zee. De stroomsnelheden in de monding van een getijbekken zijn afhankelijk van het getijverschil, de getijkromming, de grootte van het getijbekken (het zogenaamde kombergingsgebied) en de grootte van het doorstroomprofiel ter plaatse. Het getijverschil is langs de Nederlandse kust niet constant. Het is het kleinst bij Den Helder (circa 1,5 m) en het grootst voor de Zeeuwse kust, namelijk 2 à 3 m, terwijl het achterin de Ooster- en Westerschelde oploopt tot 4 tot 5 m.
In een getijbekken met een bodem van losgepakt materiaal vormen zich stroomgeulen, die van plaats kunnen veranderen door de voortdurend van richting en snelheid veranderende stromingen. Waar het het hardste stroomt zijn de geulen het diepst uitgeschuurd, in de Oosterschelde soms tot 45 m diepte, terwijl zich tussen de geulen zandbanken vormen, die bij laag water soms droogvallen.
Het geulenstelsel dat in een getijgebied langs de natuurlijke weg is gevormd, is in de meeste gevallen ongeveer in evenwicht. Dit betreft dan de stroomsnelheid enerzijds en het totale doorstroomprofiel anderzijds. Bij de sluiting van bressen in dijken daarentegen, is meestal op het moment van sluiting nog geen evenwicht bereikt. Zo heeft men na de stormvloed in 1953 door snel ingrijpen voor een groot aantal gaten de omvang van de uitschuring kunnen beperken.
Voor de bouw van een afsluitdam in de monding van een zeearm worden werken uitgevoerd welke het doorstroomprofiel verkleinen. Zonder bijzondere maatregelen zullen hierdoor veroorzaakte verhoogde stroomsnelheden uitschuringen veroorzaken. Om dit te voorkomen zal men in het algemeen de bodem en zijkanten van de geulen van tevoren vastleggen met behulp van bodembeschermingen.
Een uitzondering hierop kan ontstaan in die gevallen, waar van tevoren de oppervlakte van het getijbekken wordt verkleind door compartimenteringsdammen.
Een afsluiting van een getijgeul kan in het algemeen in de volgende vier fasen worden verdeeld:
1. Een voorbereidende fase zonder een sterke vernauwing van het doorstroomprofiel (reductie tot 80 tot 90% van het doorstromingsprofiel). In deze fase kunnen damvakken op de ondiepe gebieden worden aangelegd en bodembeschermingen in de geulen.
2. Meestal wordt daarna een drempel opgebouwd, welke als fundering voor de sluitkade dienst doet. Deze drempel kan de functie hebben van het verdelen van de druk van de sluitkade op de ondergrond en/of als filter tussen bodembeschermingen en de sluitingsmiddelen. Het tijdens deze fase opgebouwde sluitgat dient zo ruim te zijn dat het in staat is de eb- en vloedstromen door te laten zonder dat de drempel en de bodem- en oeververdedigingen ontoelaatbaar worden aangetast.
3. De eigenlijke sluiting waarbij het uiteindelijke sluitgat wordt afgesloten.
4. De laatste fase waarin de dijk over en om de voorlopige afsluitdam wordt gebouwd.

Onder bepaalde omstandigheden is een afwijkende bouwwijze mogelijk; zo wordt bij een zandsluiting een zodanig stortcapaciteit ingezet, dat per getij meer materiaal wordt ingebracht dan door de stroom kan worden meegevoerd. In dat geval zijn meestal geen bodembeschermingen nodig.

Sluiten der Middelgronden door Johan Hendrik van Mastenbroek

Bij de afsluiting van de Zuiderzee in 1932 was het nog juist mogelijk met keileem de stroom te bedwingen. Omdat het getijverschil daar slechts 1 m bedroeg, werden de stroomsnelheden in het sluitgat niet zo hoog dat andere materialen moesten worden toegepast.
In het Deltagebied zijn zowel op kleinere als grote schaal vele sluitingsmethoden toegepast. De bij het sluitgat toe te passen sluitingsmethoden is steeds weer sterk afhankelijk van een groot aantal randvoorwaarden. Behalve de waterloopkundige en grondmechanische randvoorwaarden spelen bij deze keuze vooral ook de beschikbare middelen een rol. De beschikbare middelen betreffen zowel materialen, materieel, mankracht, financiën als ervaring.
Na de Tweede Wereldoorlog heeft een enorme ontwikkeling plaatsgevonden. De ervaringen opgedaan bij het dijkherstel op Walcheren in 1945, de afsluiting van de Brielse Maas in 1950 en van de Braakman in 1952 en de sluitgaten na de stormvloedramp van 1953 zijn een wezenlijk onderdeel geweest voor de keuze van toe te passen sluitingsmethoden bij de eerste Deltadammen.
Tot en met de voltooiing van de Brouwersdam in 1971 waren het vrijwel uitsluitend technische factoren waarop de keuze van de toe te passen sluitingsmethode werd gebaseerd. Bij de keuze van de sluitingsmethodiek van het Markiezaat van Bergen op Zoom, de Philipsdam en Oesterdam en de stormvloedkering in de Oosterschelde speelden milieukundige en visserijkundige overwegingen een zeker zo belangrijke rol. Hierbij valt bijvoorbeeld te denken aan het seizoen waarin getijgebonden organismen afsterven en de zoutgehaltebeheersing tijdens de sluitingsorganisaties. Deze factoren zijn vooral van zoveel belang omdat zij de uitgangssituatie voor het nieuw ontstane bekken bepalen.

## Soorten afsluitingen

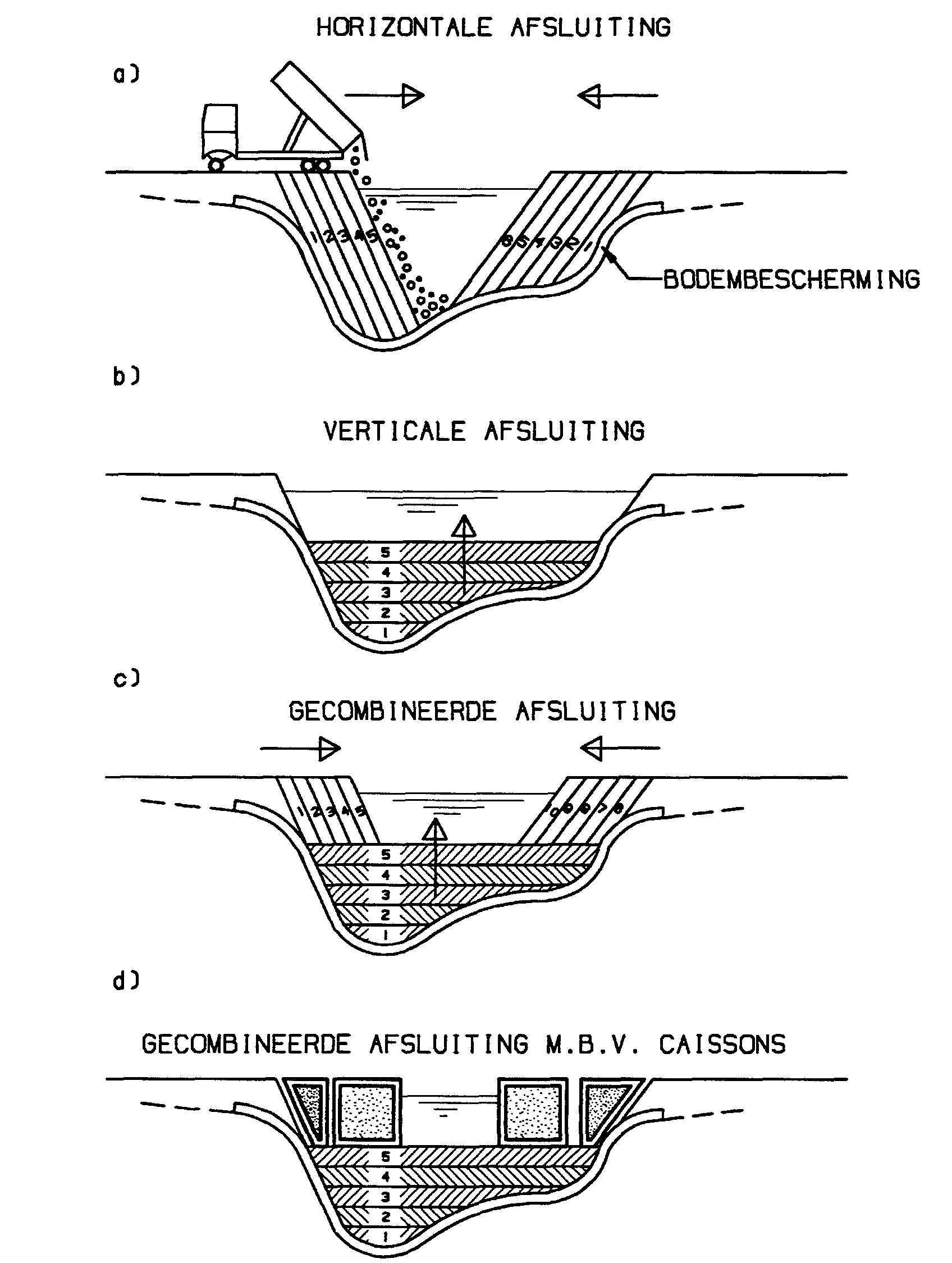
Sluitingsmethoden

We kunnen de sluitingsmethoden indelen in twee hoofdgroepen, te weten geleidelijke sluitingen en plotselinge sluitingen. Bij de geleidelijke sluitingen kunnen we weer vier methoden onderscheiden namelijk horizontale afsluiting zonder noemenswaardige drempel (a), verticale afsluiting (b),  horizontale afsluiting met drempel (c)  en zandsluitingen. Ook bij zandsluitingen wordt onderscheid gemaakt tussen horizontale en verticale sluitingen. De plotselinge sluitingen worden gerealiseerd door toepassing van (doorlaat)caissons, meestal geplaatst op een drempel (d).

## De techniek van afsluitingswerken
Het probleem bij het afsluiten van een zeegat is dat als door het bouwen van de dam het doorstroomoppervlak van het sluitgat kleiner wordt de stroomsnelheid toeneemt. Die wordt dan zo groot dat het materiaal wat in het sluitgat gestort wordt gelijk weer wegspoelt en faalt de sluiting. Het berekenen van de stroomsnelheid is dus essentieel. Omdat over het algemeen de lengte van het bekken klein is ten opzichte van de lengte van de getijgolf kan volstaan worden met een kombergingsbenadering.

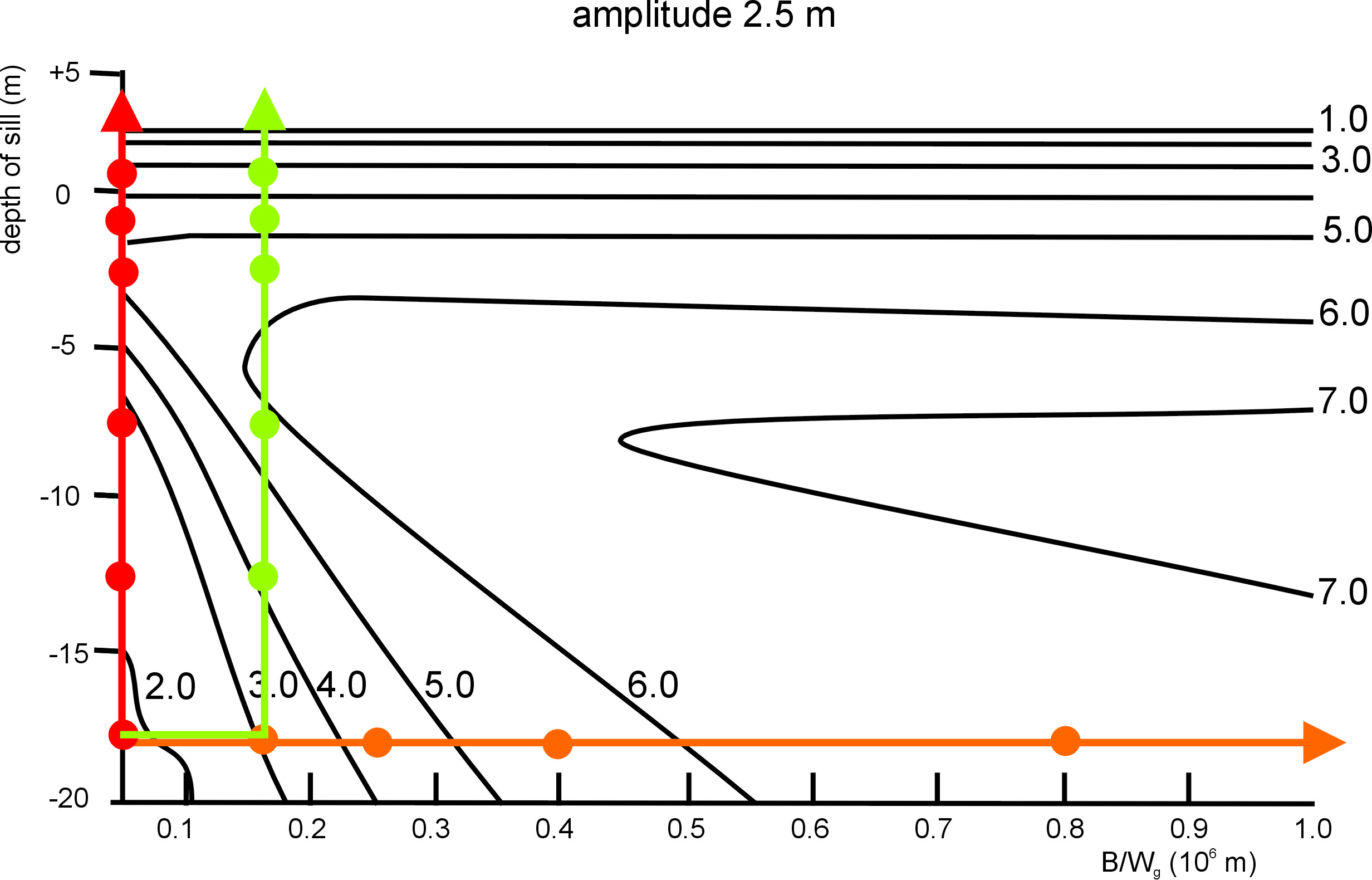
Snelheid in m/s als functie van komberging (B), sluitgatbreedte (Wg) en drempelhoogte

Hiermee is het mogelijk simpele grafieken te maken van de snelheden in een sluitgat tijdens het maken van een afsluiting. In bijgaand voorbeeld voor een getijamplitude van 2,5 m (dus een getijverschil van 5 m) is de snelheid aangegeven als functie van de verhouding komberging (B) over de sluitgatbreedte (Wg) end de diepte van de drempel (d'). De rode lijn geeft een zgn. verticale sluiting aan, waarbij over de gehele breedte van het sluitgat tijdens de sluiting het gat verondiept wordt (dit gebeurt bijv. bij een sluiting met een kabelbaan). De Oranje lijn geeft een horizontale sluiting aan, waarbij het gat van beide zijden dichtgemaakt wordt. Uit deze grafiek blijkt dat de maximaal optredende snelheden bij een horizontale sluiting veel groter worden dan bij een verticale sluiting. De groene lijn geeft een combinatie aan; eerst wordt een deel horizontaal gesloten en daarna het restant verticaal.

## Steensluitingen

### horizontale steensluitingen

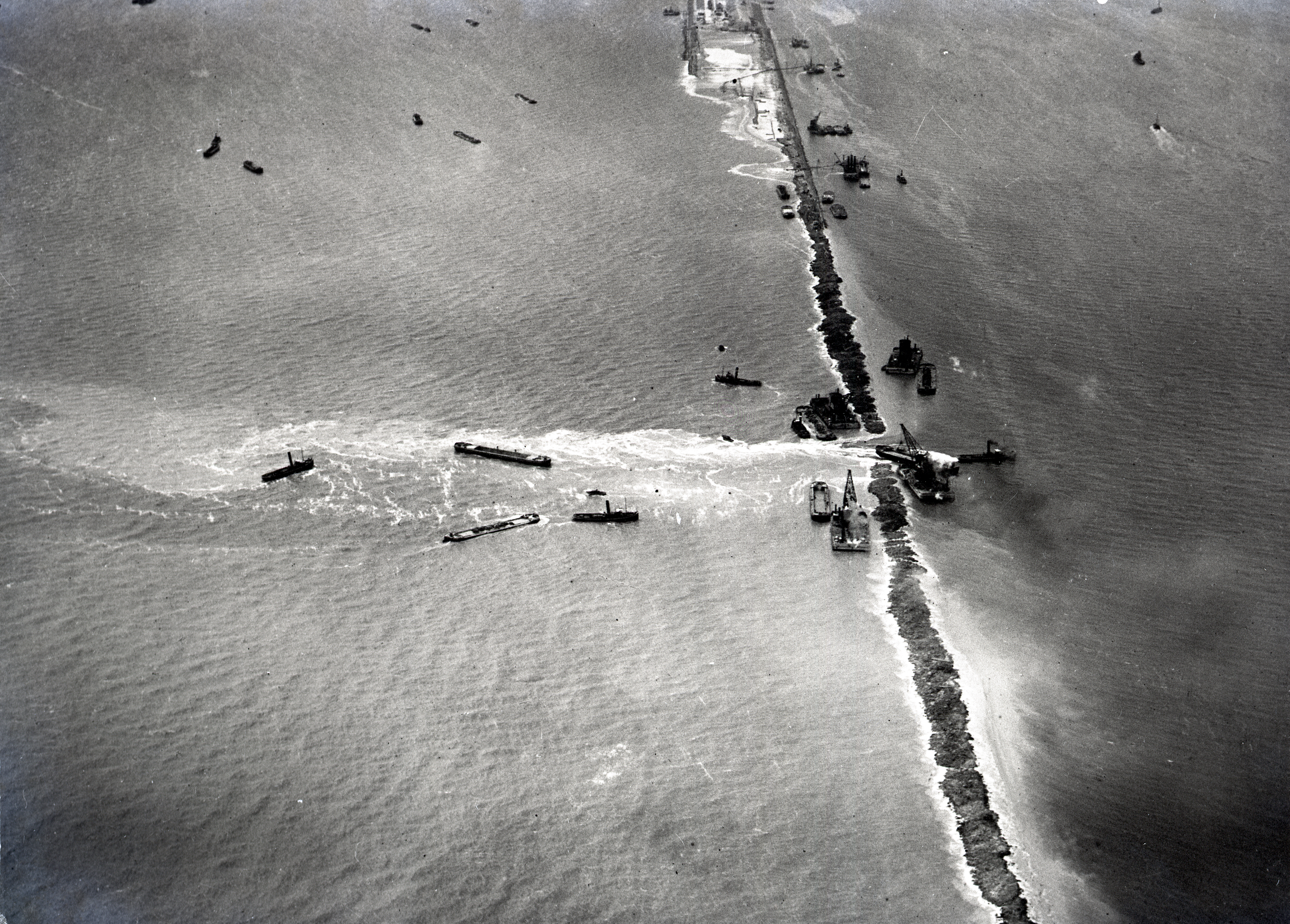
Sluitgat De Vlieter in de Afsluitdijk (1932)

Hierbij wordt van beide zijden steen in het sluitgat gestort. De steen moet voldoende zwaar zijn om de door het afnemende doorstroomprofiel toegenomen snelheid te kunnen weerstaan. Een bijkomend probleem is dat door de vernauwing van het sluitgat turbulente neren ontstaan die extra uitschuring van de bodem veroorzaken. Het is daarom noodzakelijk om voor aanvang van de sluiting de bodem te beschermen met een steenbestorting. Bijgaande foto van de afsluiting van de Zuiderzee in 1932 laat duidelijk de turbulentie benedenstrooms van het sluitgat zien (overigens werd er bij het sluiten van de Afsluitdijk geen steen maar keileem gebruikt; dat gedroeg zich echter precies eender als steen en dat bespaarde dus de dure import van waterbouwsteen).

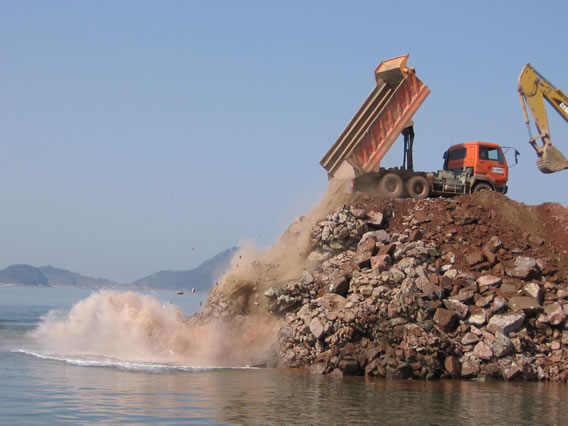
Storten van waterbouwsteen bij een horizontale sluiting (Saemangeum, Korea)

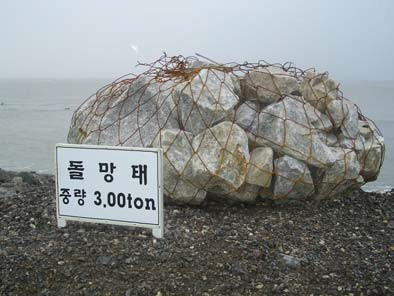
Waterbouwsteen in een net gebruikt bij de sluiting van het Saemangeum estuarium

Horizontale steensluitingen zijn in Nederland niet veel toegepast vanwege de kosten van waterbouwsteen en de kosten van de bodembescherming. In het buitenland waar men vaak veel goedkopere steen heeft en minder erosiegevoelige bodem worden meestal horizontale steensluitingen uitgevoerd.
Een heel groot werk was de sluiting van het Saemangeum-estuarium in Korea. Ook daar was wel een tekort aan heel zware steen, men heeft daar toen steen in stalen netten gepakt en dat als stortmateriaal gebruikt.
De logistiek is vaak het ingewikkeldste probleem. Vrachtwagens met steen moeten naar het einde van de (smalle) dam rijden, de steen storten en terugrijden. Omdat de sluiting in een korte tijd moet worden uitgevoerd (anders is er te veel uitschuring van de bodem van het sluitgat) moeten er in korte tijd veel ladingen gelost worden. Keren aan de kop van de dam is lastig, en kost vaak veel tijd.

### verticale steensluitingen
Vanuit een waterloopkundig standpunt is daarom een verticale sluiting te verkiezen, Er treed minder turbulentie op en daardoor zijn er veel minder problemen met bodemerosie. De uitvoering is daarentegen wel lastiger. Voor het deel van de dam wat ruim onder water blijft kunnen varende steenstorters (onderlossers of zijstorters) gebruikt worden. Maar voor het laatste onderdeel van de dam is dat niet mogelijk omdat er dan te weinig vaardiepte is. Er zijn dan twee opties: een hulpbrug of een kabelbaan.

#### hulpbrug

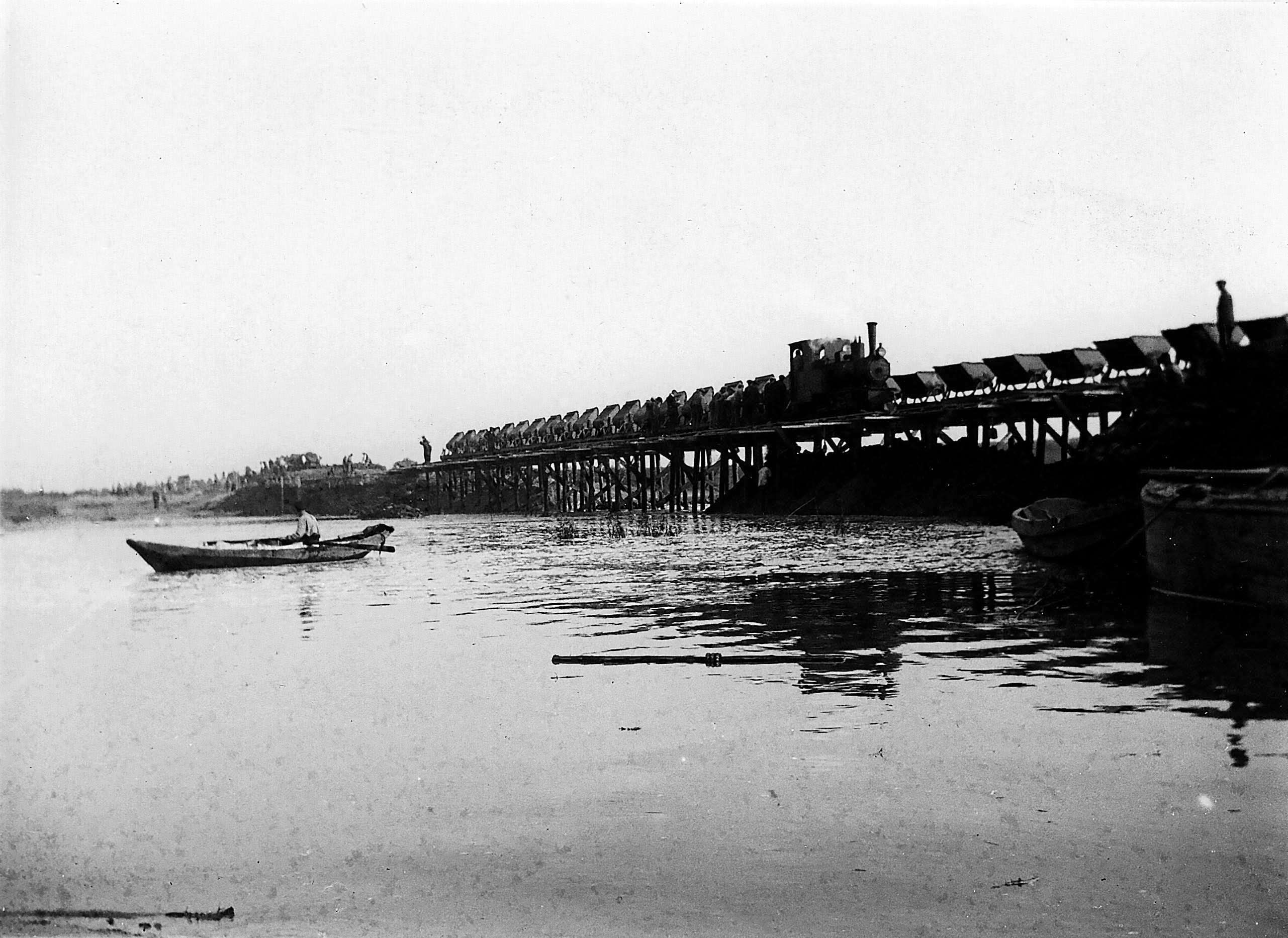
Sluiting van de dijk rond Polder De Biesbosch met een brug en kipkarren

Er kan een tijdelijke brug over het sluitgat gebouwd worden, waarna waterbouwsteen vanaf deze dam in het sluitgat gestort kan worden. Voor de Deltawerken is deze optie onder andere overwogen bij de Oesterdam, maar zandsluiting bleek goedkoper. In Nederland is dit gedaan bij de sluiting van de dijk om de polder De Biesbosch in 1926, Er is toen over het sluitgat een tijdelijke brug gebouwd en is het de dam gesloten door met kipkarren (getrokken door een stoomlocomotief) materiaal in het sluitgat te storten.

#### kabelbaan
Zeker voor grotere en diepere sluitgaten is het bouwen van een hulpbrug heel omslachtig. Voor de sluiting van een aantal geulen van de Deltawerken is daarom gekozen voor het gebruik van een kabelbaan. De eerste kabelbaansluiting was die van het noordelijke sluitgat van de Grevelingendam. Dit was ook gedaan als proef om ervaring op te doen voor de latere grotere sluitingen van het Brouwershavense Gat en de Oosterschelde.

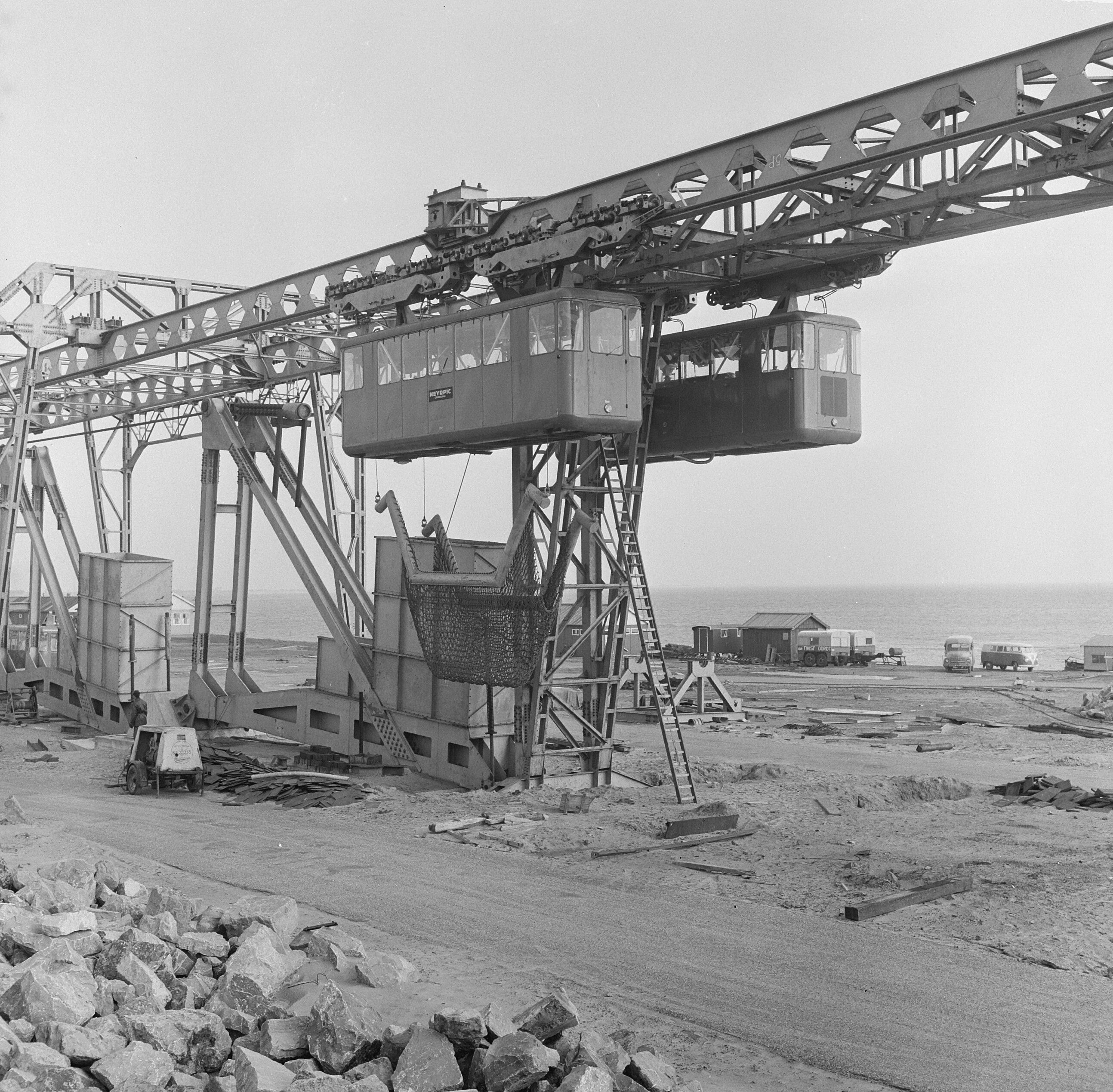
Afsluiting Grevelingendam

Het transport van steen langs de kabels vond plaats met wagens die een eigen aandrijving hadden. Invoering van eenrichtingsverkeer maakte een hoge vervoerscapaciteit mogelijk. Door de toepassing van onafhankelijk van elkaar werkende eenheden was de gevoeligheid voor storingen van het totale systeem beperkt. De kabelbaan is door Rijkswaterstaat samen met het Franse bedrijf Neyrpic ontworpen.
Het sluitgat had een lengte van ongeveer 1200 m. De ontworpen kabelbaan was van het type 'blondin automoteur continu'. De baan bestond uit twee draagkabels, waarop aan de beide einden vaste railgedeelten aansluiten. Deze laatste baanvakken eindigden in een draaischijf, waarlangs de wagens van de ene baan op de andere konden overgaan. De wagens hadden elk een eigen aandrijving, bestaande uit een verbrandingsmotor, waarmee tevens de hijsinrichting voor de lasten werd aangedreven. De wagens waren bemand.
De draagkabels waren aan de noordoostzijde aan een vast punt bevestigd; dit ankerpunt is bewaard gebleven als monument op de dam. Aan de andere kant waren zij bevestigd aan kantelbare tegengewichten. Hierdoor was een vrijwel constante spanning in de kabel verzekerd. De nuttige last werden in eerste instantie vervoerd in vier stalen onderlosbakken. Deze konden gezamenlijk worden opgehesen en neergelaten. Later werden ook stalen netten gebruikt. Hiermee kon 360 ton steen per uur gestort worden.

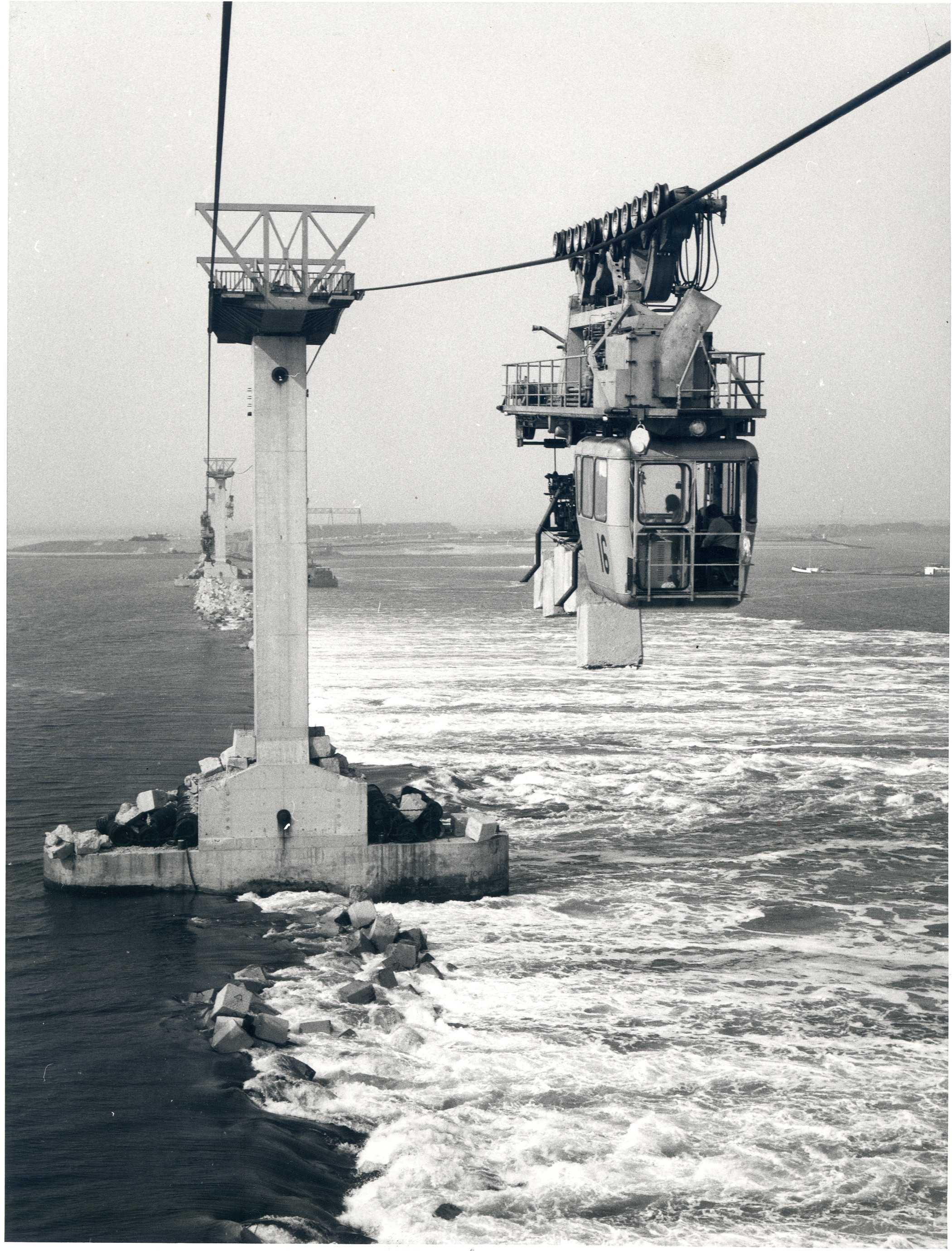
Kabelbaansluiting Brouwersdam met betonblokken van 2500 kg

Het bleek echter dat de laadcapaciteit onvoldoende was, en ook dat het lossen van de steen te veel tijd kostte. Daarom is bij de volgende sluitingen (Haringvliet en Brouwersdam) gebruik gemaakt van betonblokken van 1 m3 (2500 kg). De bedoeling was om deze kabelbaan ook te gebruiken voor de sluiting van de Oosterschelde, maar door de beleidswijziging is deze sluiting niet uitgevoerd, maar is in plaats daarvan een stormvloedkering gebouwd.

## Zandsluiting
Naast sluitingen met waterbouwsteen is een sluiting ook mogelijk met alleen zand. Hiervoor is wel een grote capaciteit van zuigers nodig. In Nederland is dat onder meer gedaan bij de Oesterdam, de Philipsdam en bij de aanleg van de Tweede Maasvlakte.

## Plotselinge sluitingen (caissons)

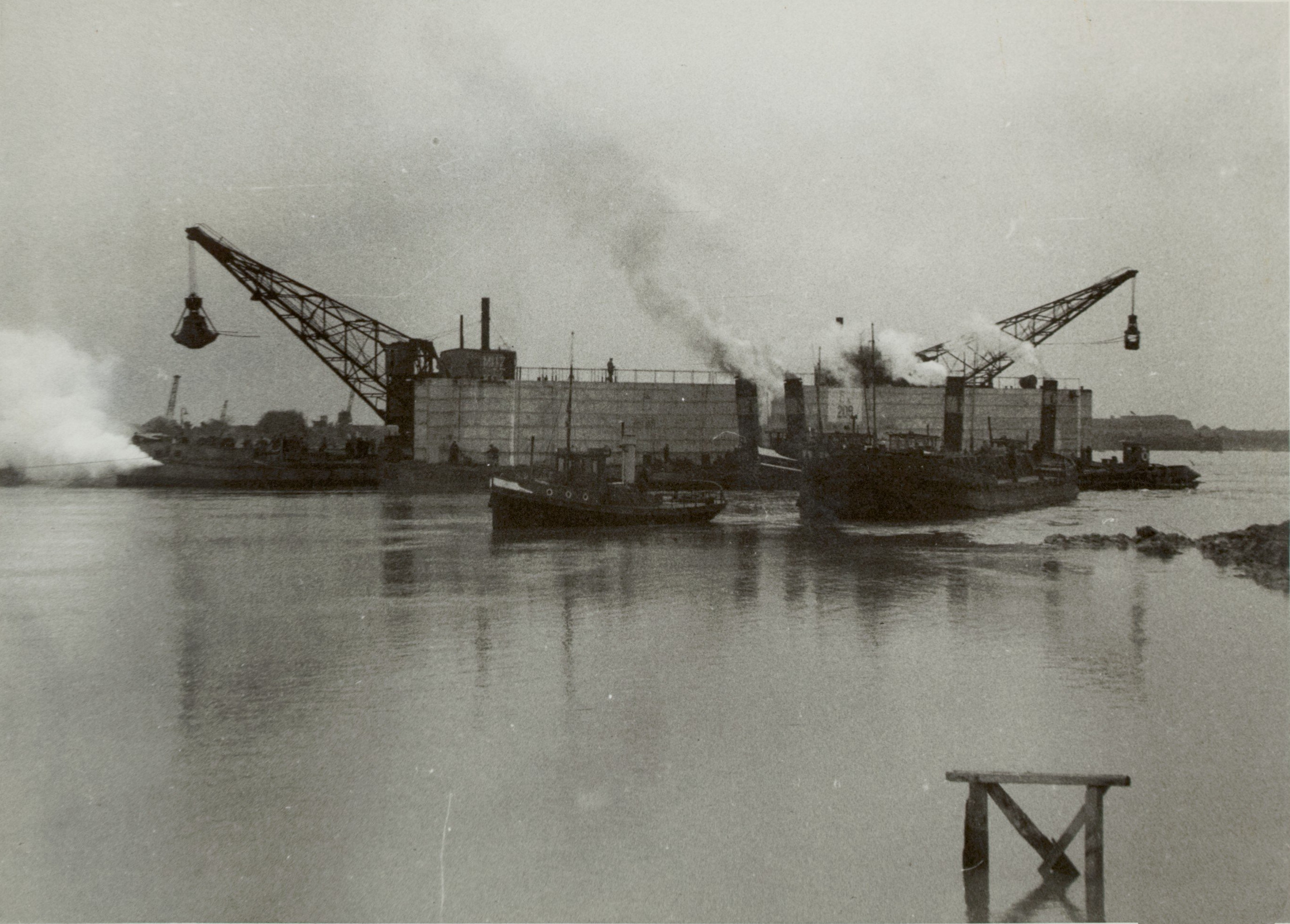
Phoenixcaissons bij Fort Rammenkens

Bij en plotselinge sluiting wordt het sluitgat zo geprepareerd dat gedurende de kentering het geheel kan worden afgesloten. Meestal worden hier caissons of doorlaatcaissons voor gebruikt, maar er zijn ook wat bijzondere sluitingen waarbij zandzakken of schepen gebruikt zijn. Het is als noodmaatregel voor het eerst gebruikt bij het dichten van dijkdoorbraken na de geallieerde aanvallen op Walcheren in 1944, en daarna na de stormramp van 1953. 
Voor de Deltawerken is deze techniek verder ontwikkeld.